# Ямс

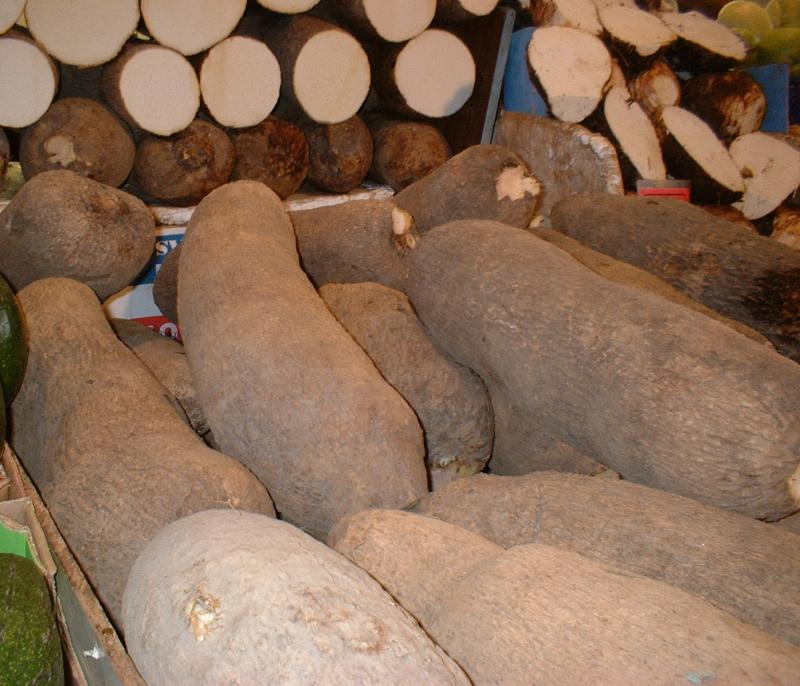
Ямс у крамниці

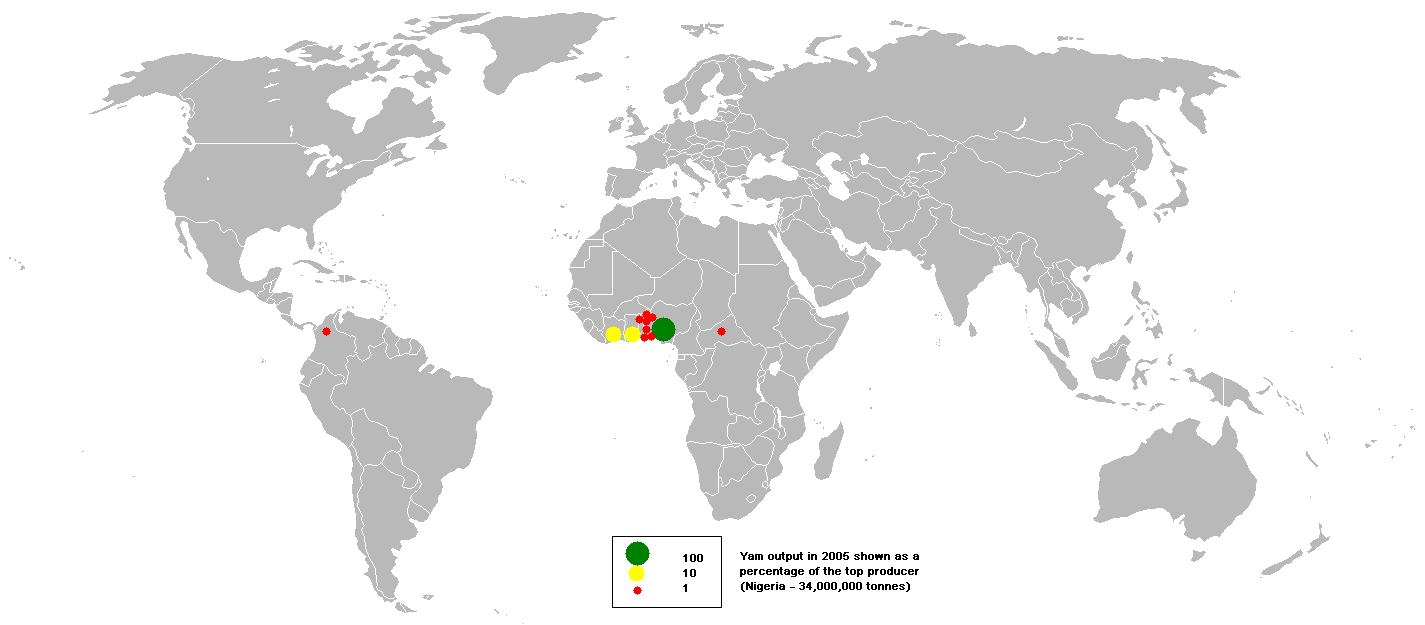
Виробництво ямсу у світі у відсотках для кожної окремо взятої країни в 2005 році порівняно з лідером Нігерією (100 % = 34 000 000 тонн)

Ямс — назва деяких рослин роду діоскорея родини діоскорейних.
Бульби ямсу сягають до 2,5 метрів у довжину і можуть важити до 70 кг.
Ямс вирощується в Африці, Азії, Латинській Америці, Океанії (переважно у тропіках та субтропіках).
Ямс багатий на вітамін C, клітковину, вітамін B6, калій та марганець.
Найважливіші види ямсу — Dioscorea rotundata (білий ямс) та Dioscorea cayenensis (жовтий ямс), розповсюджені в Африці, Dioscorea alata (ямс крилатий) і Dioscorea esculenta (ямс їстівний) у Південно-Східній Азії, Dioscorea polystachya у Китаї, Dioscorea bulbifera (ямс цибуленосний), що росте, як у Африці, так і в Азії, Dioscorea trifida у Південній Америці.
Ямс їстівний, більше того — широко застосовується в кухні народів світу, особливо Західного Судану.
Найбільший виробник ямсу у світі — Нігерія.

## Галерея

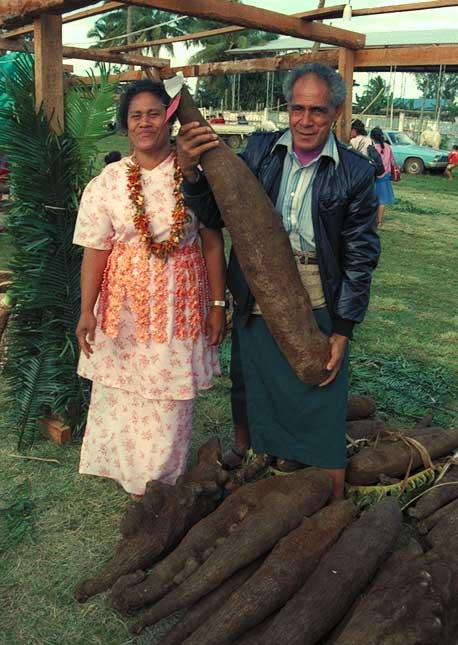
Тонганці з вирощеним ямсом.